# Invasione inglese della Scozia (1296)
L'invasione inglese della Scozia del 1296 fu una campagna militare intrapresa da Edoardo I d'Inghilterra per rappresaglia al trattato scozzese con la Francia, alla rinuncia alla fedeltà di Giovanni, re di Scozia e alle incursioni scozzesi nell'Inghilterra settentrionale.
L'esercito scozzese fu sconfitto nella battaglia di Dunbar, grazie alla quale Edoardo I soggiogò di fatto la Scozia e costrinse alla resa Giovanni, prima di tornare in Inghilterra, con le insegne scozzesi e un gran numero di nobili scozzesi come prigionieri di guerra.

## Contesto

### I pretendenti alla Corona di Scozia
Dopo la morte del re Alessandro III di Scozia nel 1286, la corona di Scozia passò alla sua unica discendente sopravvissuta, la nipote Margherita di tre anni, la quale morì nel 1290, mentre si recava in Scozia. Temendo lo scoppio di una guerra civile per il trono vacante, i Guardiani della Scozia invitarono il re Edoardo I d'Inghilterra a decidere tra i vari contendenti in un processo conosciuto come la Grande Causa.  Per tradizione di primogenitura, il 17 novembre 1292 Edoardo I riconobbe John Balliol come re di Scozia, che si insediò a Scone, il 30 novembre 1292 nel giorno di Sant'Andrea. Come parte del processo arbitrale, Edoardo I impose anche il suo riconoscimento come Lord Paramount (Lord supremo) di Scozia, il superiore feudale del regno.

### Trattato di Parigi
Nel 1295, il re Giovanni di Scozia e il Consiglio scozzese dei Dodici ritennero che Edoardo I d'Inghilterra stesse cercando di soggiogare la Scozia. Edoardo aveva affermato la sua autorità sulla Scozia richiedendo che i ricorsi sui casi decisi dalla corte dei guardiani che aveva governato la Scozia durante l'interregno fossero esaminati in Inghilterra. In una causa intentata da Macduff, figlio di Malcolm, conte di Fife, Edoardo chiese che re Giovanni comparisse di persona davanti al parlamento inglese per rispondere alle accuse, cosa che re Giovanni si rifiutò di fare inviando al suo posto Henry, abate di Arbroath. Edoardo I pretese anche che i magnati scozzesi fornissero il servizio militare nella guerra contro la Francia. In risposta, la Scozia cercò di allearsi con il re Filippo IV di Francia, inviando ambasciate nell'ottobre 1295 che portarono al Trattato di Parigi nel febbraio 1296.

## Prodromi
Venuto a conoscenza dell'alleanza tra Scozia e Francia, Edoardo I ordinò che un esercito inglese si radunasse a Newcastle upon Tyne nel marzo 1296. Edoardo I richiese anche che i castelli al confine scozzese di Roxburgh, Jedburgh e Berwick fossero consegnati alle forze inglesi.
Un esercito scozzese guidato da John Comyn, conte di Buchan, invase l'Inghilterra il 26 marzo 1296 e attaccò Carlisle. Il governatore del castello di Carlisle, Robert de Brus, conte di Carrick, resistette all'assedio per quattro giorni. Poiché non disponeva di macchine d'assedio, l'esercito scozzese appiccò il fuoco alla città e si ritirò. Anche il villaggio di Tindale fu bruciato. Un altro esercito scozzese commise molte atrocità durante le incursioni nel Northumberland dall'8 aprile, bruciando la città di Corbridge e due monasteri e assediando il castello di Harbottle.

## Invasione
L'esercito inglese attraversò il fiume Tweed il 28 marzo 1296 e si diresse al priorato di Coldstream dove si accampò per la notte. Il giorno successivo marciò verso la città di Berwick, a quel tempo il porto commerciale più importante della Scozia. La guarnigione di Berwick era comandata da William the Hardy, signore di Douglas, mentre l'esercito inglese era guidato da Robert de Clifford, primo barone Clifford. Gli inglesi riuscirono ad entrare nella città e iniziarono a saccheggiare Berwick: resoconti di cronisti coevi stimarono tra 4 000 e 17 000 i cittadini uccisi. Gli inglesi iniziarono quindi l'assedio al castello di Berwick, fino a quando Douglas si arrese a condizione che la sua vita e quella della sua guarnigione fossero risparmiate.
Edoardo e il suo esercito rimasero a Berwick per un mese, supervisionando il rafforzamento delle sue difese. Il 5 aprile, Edoardo ricevette un messaggio dal re scozzese che rinunciava a rendergli omaggio. Dopo non essere riuscito a costringere gli scozzesi alla battaglia,  Edoardo I decise di portare la battaglia dagli scozzesi. L'obiettivo successivo fu il castello di Patrick, conte di March a Dunbar, situato sulla costa a poche miglia a nord di Berwick, che era stato occupato dagli scozzesi. Il conte di March era dalla parte degli inglesi, tuttavia la moglie, Marjory Comyn, figlia di Alexander Comyn, conte di Buchan, non condivideva la lealtà politica del marito e aveva permesso agli scozzesi di occupare il castello. Edoardo I inviò verso nord uno dei suoi principali luogotenenti, John de Warenne, 6º conte di Surrey, suocero di re Giovanni di Scozia, con una forte schiera di cavalieri per assediare la roccaforte. I difensori di Dunbar chiesero assistenza urgente a Giovanni, che si ricongiunse con il corpo principale dell'esercito scozzese a Haddington e ordinò alle truppe di soccorrere il castello di Dunbar, ma non si unì a loro.
I due eserciti si incontrarono il 27 aprile e si diedero battaglia vicino a Dunbar. Gli scozzesi occupavano una posizione forte su un'altura a ovest. La cavalleria di Surrey dovette guadare il torrente Spott Burn e, nel farlo, i loro ranghi si separarono. Gli scozzesi, illudendosi che gli inglesi stessero lasciando il campo, abbandonarono la loro posizione scendendo in una carica disordinata, solo per scoprire che le forze di Surrey si erano riformate a Spottsmuir e stavano avanzando in perfetto ordine. Nella carica che seguì, gli inglesi sconfissero gli scozzesi disorganizzati. L'azione fu breve e l'unica vittima degna di nota fu un cavaliere del Lothian, Patrick de Graham. Un gran numero di signori, cavalieri e uomini d'arme scozzesi furono fatti prigionieri, tra cui John Comyn, signore di Badenoch e i conti di Atholl, Ross e Menteith, Richard Suart e William de Saintclair. Coloro che riuscirono a fuggire, trovarono salvezza nella Foresta di Ettrick. I prigionieri catturati furono mandati in Inghilterra.
Edoardo I arrivò a Dunbar il 28 aprile per assistere alla resa del castello. Si recò quindi a Haddington (1º maggio) e poi a Lauder, dove James Stewart, 5° alto steward di Scozia gli consegnò il castello di Roxburgh. Dopo aver viaggiato al castello di Jedburgh, Wyel, Castleton e di nuovo via Wyel a Jedborough e Roxburgh, l'esercito inglese si recò a Lauder, poi all'abbazia di Newbattle e ad Edimburgo, dove pose l'assedio al castello. Dopo cinque giorni di assedio il castello si arrese. Gli inglesi iniziarono quindi ad assediare Linlithgow. Edoardo I si recò quindi a Stirling, dove il castello abbandonato fu ceduto dal custode. Malise III, conte di Strathearn, si presentò a Edoardo I a Stirling e gli rese omaggio.
Edoardo I si recò poi ad Auchterarder, e quindi a Perth, Kinclaven, Clunie, Inverquiech, Forfar, Farnell e infine al castello di Montrose. A luglio, Giovanni e i principali nobili scozzesi si presentarono a Edoardo alla chiesa di i Stracathro e si arresero. Giovanni fu privato dei simboli del potere, gli furono tolte la corona e le insegne dalla sua sopravveste e poi fu condotto a sud nella Torre di Londra, insieme a gran parte della nobiltà scozzese.  Edoardo I si recò poi a Kincardine, Glenbervie, Durris e Aberdeen, dove fu fatto prigioniero Thomas Morham (catturato da Hugh de Saint John insieme ad altri undici uomini armati).
Edoardo I si recò poi a Kintore, al castello di Fyvie, al castello di Banff, Cullen, Rapenach ed Elgin. Il 29 luglio arrivò a Rothes da dove inviò una forza sotto il comando di John de Cantilupe, Hugh le Despencer e John Hastings nel distretto di Badenoch. Insieme al vescovo di Durham, Edoardo attraverso le montagne e si recò a Invercharrach, Kildrummy, Kincardine, Brechin, l'abbazia di Aberbroth, Dundee, Baligerny, Perth, l'abbazia di Lindores, St. Andrews, Markinch, l'abbazia di Dunfermline, Stirling, Linlithgow, Edimburgo, Haddington, Pinkerton, Coldingham prima di tornare infine a Berwick, avendo ormai sottomesso la Scozia.

## Conseguenze
A Berwick, Edoardo I tenne il parlamento, dove tutti i vescovi, conti, baroni, abati e priori gli resero omaggio e giurarono fedeltà. Edoardo I permise alla nobiltà di mantenere le loro terre, a condizione che gli avessero giurato fedeltà al parlamento. Edoardo I nominò John de Warenne, 6º conte di Surrey, guardiano della Scozia, insieme al tesoriere Hugh de Cressingham e al cancelliere Walter de Amersham. Edoardo tornò in Inghilterra il 16 settembre.
Dopo aver schiacciato l'esercito scozzese e catturato molti nobili, Edoardo I iniziò a spogliare la Scozia della sua identità di stato rimuovendo la Pietra del Destino, la corona scozzese e la croce nera di Santa Margherita e portandole all'Abbazia di Westminster, a Londra.
L'occupazione inglese portò alle rivolte del 1297 nella Scozia settentrionale e meridionale, guidate da Andrew Moray nel nord e William Wallace nel sud. La maggior parte del paese a nord del Forth, ad eccezione di Dundee e di alcune roccaforti del castello, era sotto il controllo di Moray e Wallace. Il Guardiano inglese della Scozia, John de Warenne, marciò verso nord con un esercito provocando la battaglia di Stirling Bridge, in cui gli inglesi furono sconfitti, e costringendo Edoardo I a prepararsi per una futura invasione della Scozia nel 1298.